# Brevizacla chandani
Brevizacla chandani är en insektsart som först beskrevs av Bhowmik 1981.  Brevizacla chandani ingår i släktet Brevizacla och familjen syrsor. Inga underarter finns listade i Catalogue of Life.